# Jesús Barrero
Pour les articles homonymes, voir Barrero.
Jesús Barrero, né le 26 juillet 1958 à Mexico et mort le 17 février 2016 dans la même ville, est un acteur vocal mexicain, célèbre pour sa participation à des séries télévisées et pour divers travaux dans le milieu.

## Biographie
À l'âge de 9 ans, il a commencé à étudier la comédie à l'Institut Andrés Soler de la ANDA (Asociación Nacional de Actores) grâce à une tante qui était déléguée[pas clair] d'un doublage. Durant cette période, il s'initie au doublage avec différents rôles secondaires dans des séries télévisées telles que La Pandilla ou Les Aventures de Rintintin. Il travaillait pour la Compagnie Infantile de Televicentro ; il a participé à quelques émissions de télévision (telles que Le Théâtre fantastique) sous ce nom, aussi bien comme jeune acteur que comme membre du chœur de la compagnie. À 10 ans, il participa à trois films de cinéma mexicains, dans de petits rôles. Dans El Padrecito, il a travaillé avec Mario Moreno "Cantinflas", et dans La Vie de Cri-Cri, il s'est joint à López Tarso, et a connu personnellement Francisco Gabilondo Soler. À 12 ans, il a joué le rôle de Solín dans le programme radio nommé Kalimán avec Victor Mares et d'autres grands acteurs du moment. À l'âge de 13 ans, il a joué son premier rôle de doublage dans une série nommée La Planète Bleue (La gran canica azul) avec Edith González, dirigé par Francisco Colmenero. Dès l'âge de 16 ans il a travaillé dans de nombreuses séries télévisées et dessins animés tels que Jonny Quest, Josie et les Pussycats, El show de los picapiedras, L'Homme nucléaire, La Petite maison dans la prairie, Le Club de Mickey Mouse etc. De ses 16 à 18 ans, il a combiné l'école et le travail, pour consacrer plus de temps à ses études. De ses 18 à 20 ans, il a participé à diverses pièces radiophoniques, aussi bien du théâtre que du doublage. De 20 à 25 ans, il est parti résider à Los Angeles aux États-Unis, engagé par ESM International Dubbing Inc., une entreprise mexicaine qui effectuait des doublages en espagnol, et c'est là qu'il apprit à diriger des doublages, et qu'il commença à interpréter et diriger des séries animées telles que Mazinger Z, Le Justicier, Starzinger, entre autres. De 26 à 35 ans, il travailla comme acteur et directeur à Telespeciales (une entreprise de télévision anciennement nommée CINSA) où il fit des séries telles que Voltron, Robotech et Kidd Video, entre autres. 
À l'âge de 30 ans, il se mit à travailler également pour l'entreprise Producciones Salgado, où il a doublé Les Chevaliers du Zodiaque. Dans cette entreprise, il a aussi réalisé des doublages de films comme 2001, l'Odyssée de l'espace. Il fit également ses premiers pas en tant qu'impresario, en commençant par l'entreprise de speakers nommée Spot, puis il fut partenaire d'une entreprise de doublage appelée PR Producciones. Par ailleurs, il commença à diriger pour Disney. Également, il créa dans le milieu sa propre entreprise de doublage, appelée CBAudio, située dans la colonie de La Vallée, dans la ville de Mexico. Depuis lors, il travailla dans des projets cinématographiques spéciaux pour Disney, DreamWorks, 20th Century Fox, etc. Son entreprise de doublage a gravé Les Chevaliers du Zodiaque : La saga d'Hadès et y a consacré l'essentiel de son temps.
De plus, il est diplômé en psychologie, mais n'a jamais exercé dans le domaine. Il a utilisé sa voix pour adapter en espagnol des personnages de spectacles télévisés et de films. C'est le frère de l'actrice Banny Barrero, l'oncle des acteurs José Gilberto Vilchis et Víctor Covarrubias, ainsi que le père de l'actrice Yectli Barrero Palestino. Il s'est marié avec l'actrice et fondatrice de l'agence de speakers SPOT, Patricia Palestino. Actuellement, il est connu dans le monde des animés pour avoir donné sa voix à Pégase des Chevaliers du Zodiaque, à Rick Hunter dans Robotech, à Koji Kabuto dans Mazinger Z, à Yamcha de Dragon Ball, à Jonny Quest de la série animée éponyme, à Yann Kougar de la série animée Starzinger (de la saga Le Festival des Robots), à Kuzco de Kuzco, l'empereur mégalo (dans toutes ses apparitions), à Jason Lee Scott (Red Ranger) de Power Rangers : Mighty Morphin, à Kouji Minamoto de Digimon Frontier, à Rex de Toy Story et à Luke Skywalker de la trilogie Star Wars. Plus récemment, il s'est fait connaître par son interprétation de Zane Truesdale de Yu-Gi-Oh! GX ainsi que ses interprétations des voix de Deidara dans Naruto et de Hiruma Youichi dans Eyeshield21. Il donne généralement sa voix aux adolescents ou à de jeunes hommes. Il travaille dans le domaine du doublage, mais aussi dans celui de la direction artistique.
Il succombe à un cancer du poumon le 17 fevrier 2016, diagnostiqué onze mois plus tôt.